# Krathis

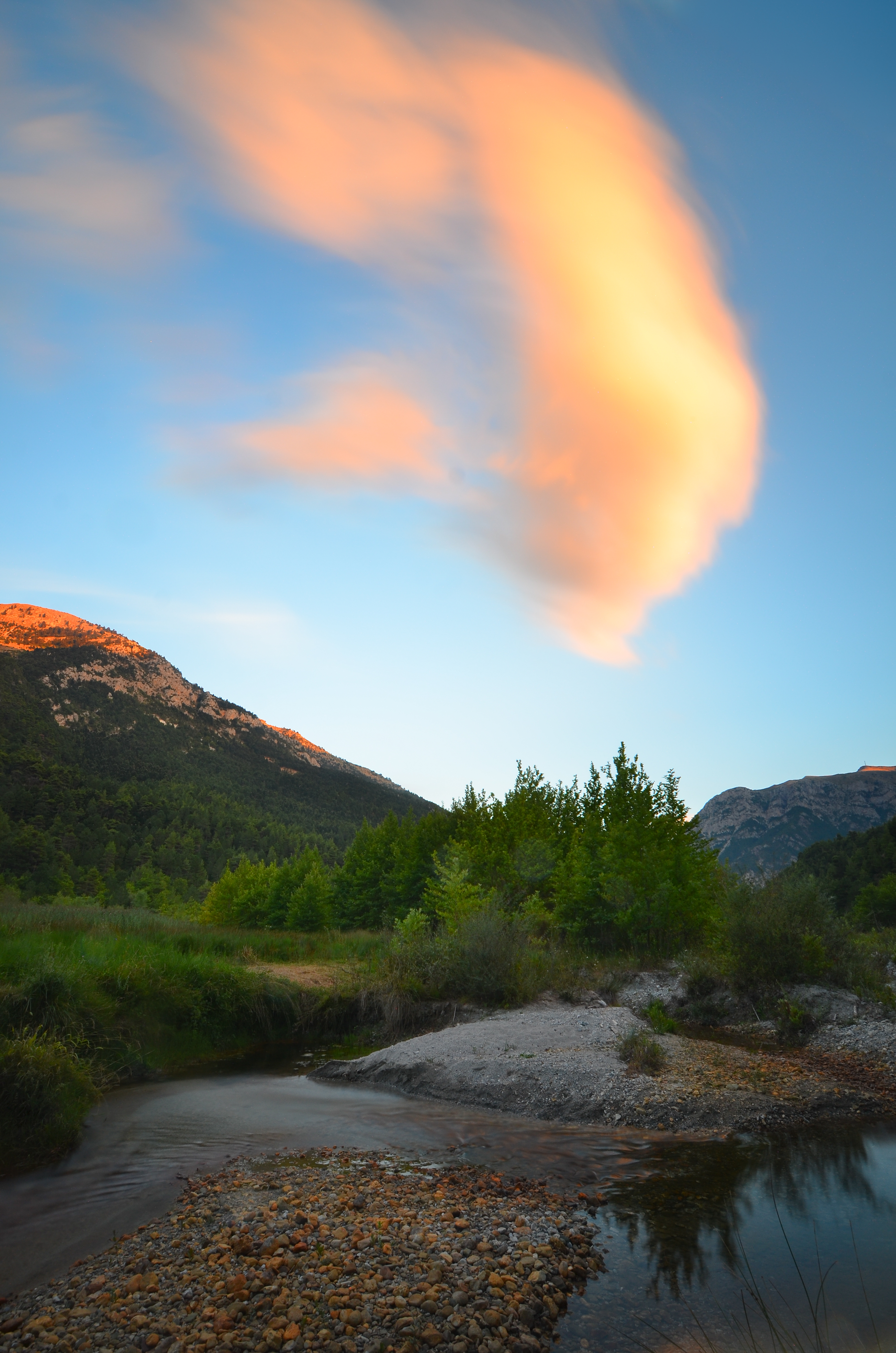
Río Krathis cerca del lago Stivlos

Krathis (Griego: Κράθις) es un río de la parte oriental de la Acaya, al norte del Peloponeso. Transcurre por la unidad municipal de Akrata, integrado en la municipalidad de Aigialeía. Durante la francocracia (latinocracia), la entonces pequeña localidad que se encontraba cerca del río Krathis se denominaba Akrata (à Krath, στον Κράθι). 
El río tiene una longitud de unos 32,6 km. Nace en las montañas Xelmós (Χελμός) y tiene muchas fuentes. Unas de estas fuentes son las conocidas desde la antigüedad como las Aguas de Estigia (Ύδατα της Στυγός), o Αigua Ιnmortal, de la cual, de acuerdo con la tradición, se bautizó Aquiles para hacerse invulnerable. Una segunda fuente es Krionéri, en el bosque de la vecina Zarouxla. Las dos corrientes principales del río se juntan en la parte alta de la localidad de Peristeras. Desemboca el golfo de Corinto.
- Datos: Q6436394
- Multimedia: Krathis / Q6436394